# Justin Chancellor
Justin Gunnar Walte Chancellor (ur. 19 listopada 1971 w Londynie) – brytyjski muzyk. Od 1996 roku basista progresywno-metalowego zespołu Tool.

## Życiorys
Absolwent Durham University. W młodości był zapalonym piłkarzem. Rodzice Justina byli przekonani, że ich syn zostanie kiedyś słynnym zawodnikiem. Jednak tak się nie stało, choć do dziś Justin jest miłośnikiem futbolu i kibicem Chelsea FC. Często na koncertach można zobaczyć go w koszulce piłkarskiej z numerem 8 i nazwiskiem „Lampard”, bo to właśnie Frank Lampard jest jego ulubionym piłkarzem.
Pierwszy kontakt z gitarą miał w wieku ośmiu lat. Grał w szkolnym zespole prowadzonym przez jego nauczyciela muzyki. Był słabym gitarzystą pośród innych kolegów, z którymi grał. Jego nauczyciel zaproponował mu grę na basie, przy akompaniamencie fortepianu. Radził sobie dobrze. W wieku 14 lat dostał swoją pierwszą gitarę basową.
W tym samym okresie zaczął spotykać się z przyjaciółmi, z którymi w późniejszym czasie założył zespół Peach. Razem nagrali płytę „Giving Birth to a Stone” (reedycja płyty, z okładką zaprojektowaną przez Adama Jonesa ukazała się w sklepach w 2006 roku). Wcześniej jednak miał kontakt z muzyką grając w zespole Surlies.
Muzyków Tool poznał kiedyś w USA przez swojego brata Jima, z którymi był w dobrych stosunkach i z którymi utrzymywał kontakt (szczególnie zaprzyjaźnił się z Adamem Jonesem), co zaowocowało tym, iż Peach w 1994 roku grał jako support dla Toola na europejskiej trasie koncertowej.
Po przeprowadzce do USA w życiu Chancellora wiele rzeczy się zmieniło. Rozpadł się Peach, a on wraz ze swoim przyjacielem – gitarzystą Peach – planował już założenie nowego zespołu. W tym samym czasie Tool rozpoczął poszukiwania nowego basisty po tym, jak opuścił ich dotychczasowy basista Paul D’Amour, który chciał spróbować swoich sił w eksperymentach muzycznych. Wtedy właśnie Adam Jones zorganizował wraz z kolegami z Tool przesłuchanie ewentualnych kandydatów na nowego basistę zespołu. Byli tam między innymi: Scott Reeder z zespołu Kyuss, Frank Cavanough z zespołu Filter i Frank E. Sheperd Stevenson z Pigmy Love Circus. Ci kandydaci nie okazali się jednak wystarczająco odpowiedni, i według Adama Jonesa należało skontaktować się z Justinem Chancellorem i ściągnąć go do zespołu. Adam zadzwonił do Justina, ten jednak, czując się zobowiązany wobec swojego kolegi, z którym przyjaźnił się od 14 lat i z którym planował założyć kolejny zespół, odmówił. Z czasem jednak dotarło do niego, że nie może przepuścić takiej okazji i w 1996 roku, w czasie nagrywania albumu Ænima zasilił szeregi Tool. Dołączenie Chancellora do zespołu, Adam Jones tak skomentował na łamach „Guitar World” w 1996 roku: „(Justin) wymyśla toolowe riffy, jego ulubionym zespołem jest Tool, jest świetnym gościem i wygląda jak diabeł”.
Znany jest ze specyficznego stylu gry na gitarze z wykorzystywaniem efektu Digitech Whammy Bass (znanym też jako Digital Whammy Bass), przy użyciu którego gitara basowa brzmi jak gitara prowadząca. Uważany jest za prekursora gry z wykorzystaniem tej techniki. Jest drugim głównym, obok Adama Jonesa, kompozytorem większości utworów Tool. Najsłynniejszym skomponowanym przez niego riffem jest ten, który można usłyszeć w piosence „Schism” z albumu Lateralus z 2001 roku.
12 stycznia 1997 roku, na szczycie Mingus Mountain w Arizonie w USA, wziął ślub z Ariadne Philoppoussis, arystokratką pochodzącą ze Statten Island w stanie Nowy Jork będącą instruktorką yogi i projektantką ogrodów.
Chancellor wraz z żoną prowadził sklep internetowy Lobal Orning, co tłumaczy się na polski „Udekorować twój umysł”. Sprzedawał tam wyjątkowe i trudno dostępne płyty, winyle i książki. Sklep został zamknięty 1 marca 2008 roku.
Justin ćwiczy jogę, gra w piłkę nożną. Jest też wielkim miłośnikiem piwa. Jako jedyny członek zespołu Tool pali papierosy.
Jest bardzo miły, spokojny, otwarty i – w przeciwieństwie do reszty zespołu – chętnie udziela wywiadów. Kolega z zespołu Danny Carey (perkusja) tak powiedział o nim: „Uwielbiamy 'Latający Cyrk Monty Pythona', więc Anglik w zespole to dla nas doskonała rozrywka. Amerykanie są strasznie sztywni, nudni i nie mają poczucia humoru. Anglicy je mają i ma je Justin, dlatego cieszymy się, że jest z nami”.
Wraz z Piotrem „Glacą” Mohamedem (twórca polskiej grupy Sweet Noise) powołał do życia projekt muzyczny pod nazwą M.T.void.

## Instrumentarium
| Gitary - Wal 4-string bass - Music Man Stingray - Gibson Thunderbird Wzmacniacze i kolumny głośnikowe - Mesa Boogie cabinet 4x12 - Mesa Boogie cabinet 8x10 - Gallien-Krueger 2001RB head x2 - Demeter Amplification VTBP-201S Bass Preamp - Mesa Boogie M-2000 head - Mesa Boogie M-Pulse - Mesa Boogie Bass 400+ Kostki i struny gitarowe - Ernie Ball Hybrid Slinky strings - Clayton 1mm picks | Efekty gitarowe - Guyatone VTX Tremolo - Digitech Bass Whammy - Tech 21 SansAmp GT2 Tube Distortion - Boss CE-5 Chorus Ensemble - Boss BF-2 Flanger - Boss DD-3 Digital Delay - Guyatone BR-2 Bottom Wah Rocker Envelope Filter - Colorsound Tone Bender Fuzz - Foxx Fuzz/Wah/Volume - Boss GEB7 Bass EQ - Pro Co RAT Turbo Rat Distortion Pedal - Crowther Prunes & Custard – Used on „The Pot” live. - Lovetone Meatball Envelope Filter - Lovetone Brown Source Overdrive - Lovetone Wobulator Stereo Trem/Panner - Lovetone Ring Stinger Ring Modulator/Octave Fuzz - Line 6 FM4 - Flip VT-X Vintage Tremolo |